# Blíjnie (Krasnogvardiske)
|  | Per a altres significats, vegeu «Blíjneie». |

Blíjnie (en (ucraïnès): Ближнє, en rus: Ближнее, Blíjneie) és un poble de la República Autònoma de Crimea a Ucraïna, que el 2014 tenia 963 habitants. Pertany al districte de Krasnogvardiske.